# Малая Пинежка
Малая Пинежка — малая река в Шенкурском районе Архангельской области, правый приток Ваги.
Длина — 14 км.

## Течение
Река берёт начало из озера Латозеро. Течёт в основном в северо-западном и западном направлении. Крупных притоков нет. Впадает в реку Вагу недалеко от деревни Смотраковская.

## Данные водного реестра
- Бассейновый округ — Двинско-Печорский
- Речной бассейн — Северная Двина
- Речной подбассейн — Северная Двина ниже места слияния Вычегды и Малой Северной Двины
- Водохозяйственный участок — Вага

## Карта
- Лист карты P-38-63,64 Кодимский. Масштаб: 1 : 100 000. Указать дату выпуска/состояния местности.